# Карпенето (Алесандрија)
Карпенето (итал. Carpeneto) је насеље у Италији у округу Алесандрија, региону Пијемонт.
Према процени из 2011. у насељу је живело 428 становника. Насеље се налази на надморској висини од 330 м.

## Становништво
| 1936. | 1951. | 1961. | 1971. | 1981. | 1991. | 2001. | 2011. |
| ----- | ----- | ----- | ----- | ----- | ----- | ----- | ----- |
| 1.798 | 1.613 | 1.498 | 1.355 | 1.152 | 959   | 913   | 991   |